# Scrapter aureiferus
Scrapter aureiferus là một loài Hymenoptera trong họ Colletidae. Loài này được Cockerell mô tả khoa học năm 1932.